# Phyllonorycter kuznetzovi
Phyllonorycter kuznetzovi är en fjärilsart som först beskrevs av Ermolaev 1982.  Phyllonorycter kuznetzovi ingår i släktet guldmalar, och familjen styltmalar. Inga underarter finns listade i Catalogue of Life.